# Grubenflutung im Saarland
Die Grubenflutung im Saarland ist ein Pilotprojekt, stillgelegte Kohlegruben im Saarland zu fluten.

## Einführung
Aufgrund von Sicherheits- und Rentabilitätsmängeln wurden in den 1990er Jahren mehrere saarländische Steinkohlengruben geschlossen. Die letzte Grube des Saarlandes, das Bergwerk Saar in Ensdorf, wurde 2012 stillgelegt. Ein Grund für die endgültige Einstellung war 2008 ein tektonisches Beben im Landkreis Saarlouis mit der Stärke 4,5. Die Ursache war der Einbruch von Sandsteindecken, unter denen die Steinkohle gewonnen wurde.
Eine wichtige Maßnahme bei Kohlegruben ist die Wasserhaltung, also das permanente Abpumpen von Wasseransammlungen, die durch Regen, unterirdischen Wasserreservoire etc. verursacht werden. Diese Wasserhaltung muss auch nach Stilllegung der Gruben fortgeführt werden, da mit steigendem Wasserspiegel die Stabilität des Untergrundes gefährdet ist, was zu Gebäudeschädigungen, Vernässung der Böden und Austritt von Radon führen kann. Eine weitere Gefahr liegt in hochtoxischen Substanzen, die teils natürlicherweise vorliegen, zu einem großen Teil aber auch durch die Gewinnungsmethode der Kohle, etwa PCB und dergleichen, sich angereichert haben. Durch eine Flutung der Gruben könnte das mit den Giften befrachtete steigende Grundwasser Trinkwasserschichten erreichen und verschmutzen.

## Erste bergbauliche Beendigungsüberlegungen
Schon 2006 hatte das Bundesamt für Wirtschaft und Ausfuhrkontrolle bei der Wirtschaftsprüfergesellschaft KPMG ein Gutachten in Auftrag gegeben, das die Kosten für die Ewigkeitslasten aufgrund der stillgelegten Kohlegruben schätzen sollte. Die Betreiber der Kohlengruben im Saarland waren verpflichtet, für die Kosten der Ewigkeitslasten aufzukommen. Das Gutachten ging grundsätzlich von dauerhaftem Pumpen aus, da für die Risiken keine Erfahrungswerte vorlagen. Für den Fall einer möglichen Einstellung des Pumpens wurden allerdings entsprechende Kostenabschläge vorausgeschätzt (KPMG-Gutachten S. 70). Im Gutachten wurde darauf hingewiesen, dass ein Abstellen der Pumpen nur denkbar wäre, wenn alle Schächte saniert seien. Die RAG hatte nach Angaben der Gutachter seinerzeit das Risiko der Trinkwasserverseuchung nicht eingehen wollen und ging daher von einer unbegrenzten Wasserhaltung aus (KPMG-Gutachten S. 64). Sie erachtete allerdings eine Grundwasserhebung bis ca. −400 m NN als tolerabel.
Im Gutachten machte bei der Kostenschätzung der bergbaulichen Abwicklung der Kostenanteil der Grubenwasserhaltung mit ca. fünf Milliarden Euro ein Drittel aller anfallenden Kosten aus, inklusive Personalabwicklung, Altersversorgung, Bergschäden etc. (KPMG-Gutachten S. 100). Etwa ein Sechstel dieser Kosten entfiel auf die Grubenwasserhaltung im Saarland. Diese Zahlen machen verständlich, warum letztlich von der RAG die Flutung der Gruben bevorzugt wurde.
Um den zukünftigen Verpflichtungen der Bergwerksbetreiber nachzukommen, wurden 2007 die RAG AG und die Evonik, letztere der „weiße Bereich“ eingekaufter Unternehmen, unter dem Dach der RAG-Stiftung zusammengefasst. Als deren Hauptzweck wurde festgelegt:
„… die Anpassung, Steuerung und Unterstützung des deutschen Steinkohlenbergbaus der RAG Aktiengesellschaft (in dieser Satzung »RAG« genannt) in Abhängigkeit von den gesetzlichen und sonstigen Rahmenbedingungen für die Beendigung der subventionierten Förderung der Steinkohle in Deutschland. Dazu gehören auch die Unterstützung bei der Beseitigung und Vermeidung von Folgelasten des Steinkohlenbergbaus der RAG für Umwelt und Natur im Rahmen der gesetzlichen Verpflichtungen …“
In der Präambel heißt es:
„Die Stiftung wird durch den Erlös aus der Kapitalisierung des Beteiligungsbereiches die Finanzierung der Verpflichtungen des Bergbaus der RAG AG aus den Ewigkeitslasten dauerhaft übernehmen.“
Teilweise sollten RAG und Evonik die Stiftung finanzieren. Die staatliche Förderung des Steinkohlebergbaus war bis 2018 vorgesehen.
Angesichts der Unsicherheit über die Folgen der Flutungen wuchs jedoch im Saarland der Widerstand gegen dieses Vorhaben. Vor allem befürchtete man die irreparable Verseuchung der Trinkwasserschichten. Derzeit werden die Gruben abgepumpt und das Wasser in Bäche eingeleitet, die ihre Fracht in die Saar entleeren.
Ende 2012 beantragte die RAG im Rahmen eines Sonderbetriebsplanes beim zuständigen Bergamt Saarbrücken die Flutung der saarländischen Abbaufelder Primsmulde, Dilsburg und Nordfeld bis auf ca. −400 m NN. Das Oberbergamt des Saarlandes dagegen lehnte das Ansuchen ab, insbesondere die Gestaltung als Sonderbetriebsplan. Korrekt wäre die Deklaration als Abschlussbetriebsplan gewesen. Auch das Landesamt für Umwelt- und Arbeitsschutz war gegen eine Flutung, weil die Risiken zu groß und unüberschaubar seien. Das der Landesregierung unterstellte Bergamt genehmigte den Antrag trotzdem.
Februar 2013 wurde das stillgelegte Bergwerk Saar unter der Leitung des Bergwerkdirektors Friedrich Breining geschlossen, und zwar mit der Absicht auf Endgültigkeit. Die Schächte sollten teilweise verfüllt und mit Betonkonstruktionen verschlossen und abgedämmt werden. In Ensdorf sollte eine Überwachungsanlage für die kontrollierte Flutung des Bergwerks installiert werden, um eventuellen bergbaulichen Schäden vorzubeugen. Man erhoffte sich durch die Versorgung von Blockheizkraftwerken durch freiwerdendes Methan und durch ein Pumpspeicher-Kraftwerk mit einer Fallhöhe von ca. 850 m eine profitable Energieerzeugung, die sich aber als unwirtschaftlich herausstellte.

## Vorschlag der Grubenflutung
Im Februar 2014 teilte die RAG ihre zweistufigen Pläne zum Grubenwasser mit: In der ersten Stufe sollte die Grube Reden geflutet werden, vor allem, weil hier die Wasserhaltung am aufwendigsten war.
„Ausgehend vom Status quo ist im Grubenwasserkonzept in Phase 1 vorgesehen, die Wasserhaltung Reden einzustellen und das Grubenwasser in der Wasserprovinz Reden von –600 m NN um 280 m auf –320 m NN, mit Überlauf in die Wasserprovinz Duhamel, ansteigen zu lassen. Dies wird nach der Zulassung einen Zeitraum von drei bis vier Jahren erfordern. Derzeit wird in Reden mit 13,9 Mio. m³ die mit Abstand größte Grubenwassermenge gefördert und über Klinkenbach, Sinnerbach und Blies bei Saargemünd in die Saar eingeleitet. Diese Zuflüsse der Saar würden nach Phase 1 auf einer Länge von 87 Flusskilometern künftig frei von Grubenwasser sein.“
In einem zweiten Schritt sollten die verbliebenen Gruben geflutet werden, damit dann ein gemeinsames Einleiten des Grubenwassers über die Grube Duhamel in Ensdorf in die Saar möglich würde:
„Dazu sollen in einer späteren Phase 2 auch die übrigen Wasserhaltungen Luisenthal, Viktoria und Camphausen, die zurzeit zusammen etwa 3,9 Mio. m³ Grubenwasser pumpen, nach und nach eingestellt werden, um das Grubenwasser weiter ansteigen zu lassen. Auf diese Weise würde sich ein einheitlicher Grubenwasserspiegel im gesamten Saarrevier ausbilden. Am saarnahen Standort Duhamel wird schließlich das Grubenwasser bei einem Wasserstand von rund + 190 m NN voraussichtlich nach dem Jahr 2035 die Tagesoberfläche erreichen. Von dort kann es ohne Einsatz von Pumpen in die Saar eingeleitet werden.“

## Probleme bei der Grubenflutung
In den folgenden Monaten wuchsen jedoch die Bedenken gegen eine Grubenflutung: Nach Auflistungen von Wirtschaftsministerium und RAG hatte man bis 2012 ca. eine halbe Million Kubikmeter Flugasche aus Rauchgas-Entschwefelungsanlagen von Steinkohle-Kraftwerken gelagert. Sie wurden durch Beimischung von Zement als Baustoff genutzt. Als ein weiteres Entschwefelungsprodukt wurde Sprühabsorptionsasche bei einem Schwelbrand unter Tage eingesetzt. Zudem wurden bis in die 1990er Jahre in die Grube Reden mehrere tausend Fässer Asbestzement entsorgt. Eine weitere Belastung sind Gießerei-Altsande, mit deren Hilfe man einen Schacht der Grube Luisenthal aufgefüllt hatte.
Im Januar 2015 machte „Der Spiegel“ bekannt, dass man in der 1970er und 1980er Jahren im Bergbau hochgiftiges PCB-haltiges Hydrauliköl eingesetzt hatte. Von dieser krebserregenden Substanz lagerten noch mehr als 10.000 Tonnen in den Schächten, in Behältern, verlassenen Anlagen oder verschüttet auf dem Boden. Im Saarland wurden über 1500 Tonnen dieses Gifts verbraucht, aber es sind keine Unterlagen vorhanden, die eine ordnungsgemäße Entsorgung dokumentieren, was darauf schließen lässt, dass ein erheblicher Anteil unkontrolliert nach außen gelangt ist und auch noch gelangen wird. Auch die RAG sah sich nicht in der Lage, verlässliche Angaben über die in Rede stehende Menge von PCB unter Tage zu machen.
Schließlich beantragte die Fraktion der Grünen im saarländischen Landtag einen Parlamentarischen Untersuchungsausschuss zum Thema Grubenflutung. Mit den Stimmen der Linken und Piraten kam die erforderliche Zahl an Stimmen für den Untersuchungsausschuss zusammen. Sein Ziel war, „das Verhalten der Landesregierung, ihrer Mitglieder sowie der nachgeordneten Behörden im Zusammenhang mit der Genehmigung und Beurteilung von vorgenommenen und geplanten Maßnahmen der Grubenwasserhaltung im Saarland sowie die Rolle der RAG AG bzw. RAG-Stiftung bei diesen Entscheidungen“ zu untersuchen. Dessen erste Sitzung fand im Mai 2015 statt.
Währenddessen mischten sich betroffene Gemeinden in der engeren Flutungszone, vor allem des Kreises Saarlouis, in die aktuellen Diskussionen ein.
Der Gemeinderat Nalbach beschloss einstimmig, Rechtsmittel gegen die 2013 genehmigten Flutungen Primsmulde und Dilsburg einzulegen. Insbesondere der Sonderbetriebsplan wurde bemängelt. Am 15. April 2015 nahm die RAG das Abpumpen der beiden erwähnten Bergwerke wieder auf, zeigte sich jedoch zuversichtlich, dass die Bergbehörde den Widerspruch Nalbachs ablehnen werde.
Im Juli 2015 veröffentlichte der Nalbacher Gemeinderat eine zweite Resolution, nach der bei einer Flutung das wirtschaftliche und gesellschaftliche Leben im Saarland auf Dauer höchst gefährdet sei. Die Gemeinden Riegelsberg und Schwalbach folgten Nalbach.
Im April 2016 stellte die RAG einen Antrag auf Teilflutung der Gruben Reden und Duhamel auf zunächst −320 m NN. Dafür sollten die Pumpen in diesen Gruben abgestellt werden. Das Grubenwasser sollte schrittweise ansteigen, bis man es letztlich in die Saar ableiten könnte.
Im folgenden Mai erhob die Gemeinde Nalbach Klage beim Saarlouiser Verwaltungsgericht „gegen die Zulassung des Sonderbetriebsplans zum Anstieg des Grubenwassers im Bergwerk Saar, Betriebsbereich Duhamel, bis in das Niveau der 14. Sohle, durch das Bergamt Saarbrücken“.
Zum Ende der 15. Legislaturperiode des Saarländischen Landtags wurde der Untersuchungsausschuss zur Grubenflutung beendet. Seine Erkenntnisse waren im Wesentlichen:
- Die Flutung des Bergwerks Saar auf −400 Meter NN wurde vom damaligen Wirtschaftsminister Maas genehmigt – trotz der Ablehnung durch das Umweltamt. Da zu dieser Zeit der langfristige RAG-Plan der völligen Flutung bekannt war, handelte es sich bei dieser Genehmigung um „den ersten Schritt zur Umsetzung des Grubenwasserhaltungskonzepts, das einen vollständigen Anstieg des Grubenwassers vorsieht. Aus Sicht des Landtages hätte es zur Genehmigung dieses Schritts eines Abschlussbetriebsplans sowie eines Planfeststellungsverfahrens mit Umweltverträglichkeitsprüfung bedurft.“

- Weiters wurde die Kontaminierung der Gruben analysiert. Es stellte sich heraus, dass bei der Verfüllung der Hohlräume mit den giftigen Füllstoffen niemals von einer kompletten Flutung ausgegangen worden war. Erschwerend kommen PCB und weitere Toxine unbekannten Ausmaßes hinzu, welche nicht bei der Beurteilung eines Grubenwasseranstiegs berücksichtigt wurden.

- Inhalt des mit der RAG im Jahr 2007 geschlossenen Erblastenvertrages war nach Angaben des damaligen Ministerpräsidenten Peter Müller vor dem Ausschuss, dass ewig gepumpt wird, um die Gefahr einer Trinkwasserverunreinigung auszuschließen. „Die Optimierungsverpflichtung, auf die sich der Konzern nun beruft, um seine Pläne zur Komplettflutung zu rechtfertigen, bezog sich ausschließlich auf den Umgang mit dem Vermögen der Stiftung, nicht auf einen möglichen Grubenwasseranstieg“.

- Auch der Sachverständige Harald Friedrich forderte die Einhaltung des Ewigkeitsvertrages, vor allem im Hinblick auf das Trinkwasser.

Als Fazit forderte der Landtag des Saarlandes die Landesregierung auf:
- „auf die Einhaltung des Erblastenvertrages, dessen Grundlage ein ewiges Pumpen des Grubenwassers zum Schutz des saarländischen Trinkwassers war, zu bestehen, d.h. die Pläne der RAG AG zum Komplettanstieg des Grubenwassers bereits jetzt klar abzulehnen,
- die Genehmigung zum Grubenwasseranstieg im Bergwerk Saar von -1.450 Meter NN auf -400 Meter NN zu widerrufen und diese Teilflutung in das Genehmigungsverfahren zum Anstieg auf -320 Meter NN einzubeziehen,
- im Genehmigungsverfahren unabhängige Expertise zu allen möglichen Risiken eines Grubenwasseranstiegs einzuholen,
- vor jeglicher Genehmigung sicherzustellen, dass die Bergschadensvermutung auch für Schäden infolge eines Grubenwasseranstiegs gilt, d.h. für alle Bürgerinnen und Bürger, die in Kommunen leben, die vom Wasseranstieg betroffen sind, sowie für alle möglichen Schäden eines Grubenwasseranstiegs.“

Im Januar 2017 wurden die befürchteten Beeinträchtigungen der wasserführenden Schichten durch die Grubenwasserflutung näher beleuchtet. Fachleute des saarländischen Umweltministeriums hielten die zu erwartende Salzkonzentration neben dem Eisengehalt im Grubenwasser für eine größere Gefahr als das PCB. Die Salze waschen sich aus dem Gestein. Die Experten nahmen an, dass die Grubenflutung ohnehin die Konzentration der Schadstoffe reduziere, wenn man die gestiegene Flüssigkeit, wie geplant, kanalisiert in Ensdorf in die Saar leite. Die RAG befürchtete außerdem, dass eine PCB-Reinigung des Grubenwassers eigentlich kaum möglich, und wenn, dann zu aufwendig sei. Das Entfernen der Salze wurde als noch viel problematischer eingeschätzt, denn die Anteile, die nicht in die Saar flössen, würden das Grundwasser bedrohen.
Im Juli 2017 wurde von Jürgen Wagner, Betreiber der GGF Grundwasser- und Geo-Forschung GMBH die „Fachgutachtliche hydrogeologische Beurteilung des Grubenwasseranstiegs in bergbaubedingten untertägigen Hohlräumen nach Einstellen des Kohleabbaus im Saarkarbon“ veröffentlicht, die vom Oberbergamt des Saarlandes angefordert worden war.
Wagner weist darauf hin, dass dieses Gutachten – wie verlangt – über die mögliche Beeinträchtigung des Trinkwassers hinaus auch noch weitere Risiken behandelt. Es kam im Wesentlichen zu folgender Auffassung:
- Bei der dauerhaften Grubenwasserhaltung würden nicht zwangsläufig Nachteile komplett vermieden, die bei der geplanten Erhöhung des Grubenwasserspiegels auf −320 m NN. auftreten könnten:

- Erschütterungen: Bei Grubenwasserhaltung würden diese seltener anfallen, aber dafür aufgrund der Reibungen stärker sein. Dagegen würden bei Grubenflutungen in der Anfangsphase mehrere Erschütterungen auftreten, die allerdings kaum merkbar seien. Außerdem sei der CO2-Ausstoß beim ewigen Abpumpen um ein Vielfaches höher.
- Das obere, genutzte Grundwasser wird nicht von tiefergelegenem Grundwasser tangiert, kann also nicht beeinträchtigt werden.
- Es kann zu wenigen begrenzten Grundwasseranstiegen kommen. Es werden keine Trinkwassergewinnungen dadurch tangiert. Schwer vorhersagbar seien Querstörungen durch die Südliche Hauptstörung hindurch. Speziell wegen der Brunnen im Scheidtertal sollte daher hier ein laufendes Monitoring stattfinden.
- Zwischen Luisenthal und Geislautern ist in ca. 1000 m Tiefe ein Hochdruckdamm errichtet worden. Mit der Zeit ermüdet das Material, und feine Risse können sich bilden. Eventuell würde ein maßvolles Fluten die Spannung etwas abmildern.
- Nichtgefasste Bohrlöcher für die Trinkwassergewinnung werden durch flutungsinduzierte Erschütterungen nicht beeinträchtigt.
- Eine Durchdringung des Karbons mit Wasser kann zu mäßigen Hebungen in der Größenordnung weniger Zentimeter führen.
- Ein Schacht Göttelborn wäre ideal für die Installation eines dauerhaften Monitorings.
- Die Konzentration von Salzen ist im Grubenwasser vernachlässigbar – im Gegensatz zu stationärem Grundwasser im Karbongebirge, wo das Salz mehr Zeit hatte, sich anzureichern. Die PCB-Belastung wird nicht weiter bedeutend sein.
- Nach ausführlichen Analysen von hydrochemischen Grubenwasserdaten wird festgestellt, dass für die meisten Gruben keine verlässlichen Angaben gemacht werden können, dass also die Versuche weitergeführt werden sollten. Die Aussagekraft sollte nicht überbewertet werden.
- Vor allem sollten die Salzfrachten entschärft werden.

Im August 2017 stellte die RAG den „Antrag zum Heben und Einleiten von Grubenwasser am Standort Duhamel in die Saar als Folge des Ansteigenlassens des Grubenwasserspiegels auf –320 m NN in den Wasserprovinzen Reden und Duhamel“. Gegen diesen Antrag konnten bis zum 15. Januar 2018 Einwendungen beim Oberbergamt des Saarlandes gemacht werden. Es artikulierten ca. 7000 Saarländer ihre Einwendung.
Es folgte dann im Januar auf Betreiben des Illinger Bürgermeisters Armin König eine Volksinitiative des Saarlandes mit dem Titel „Wasser ist Leben - Saarheimat schützen - Grubenflutung stoppen“, womit die Landesregierung des Saarlandes veranlasst wurde, sich mit dem Thema Grubenflutung zu befassen.
In dieser Zeit kam es im saarländischen Landtag zu einer Anhörung der betroffenen Gemeinden zur Grubenflutung. Es waren insgesamt 24 Gemeinden und Städte vertreten. Davon lehnten 22 den Plan der RAG, auf −320 m zu fluten, wegen schwerwiegender Bedenken klar ab. Zwei waren unentschieden, da hier andere Voraussetzungen vorlagen.
Im März 2018 wurde bekannt, dass die PCB-Belastung in einigen Gruben 15 bis 20 mal höher liege als die tolerierten Werte der Umweltsqualitätsnorm von 20 µg/l. Nach Angaben des Umweltministeriums sollten jedoch Mitte 2021 zeitgleich mit der Entscheidung wegen der Einleitung des Grubenwassers auch die Behandlung desselben angeordnet werden.
Zur gleichen Zeit meldete der Quierschieder Mediziner Karl Michael Müller schwere Bedenken hinsichtlich der erhöhten Freisetzung radioaktiven Radons an, induziert durch flutungsbedingte Erdbewegungen. Der Arzt war durch die Auswertung des saarländischen Krebsregisters auf auffällig hohe Lungenkrebsraten in alten Bergbaugemeinden gestoßen.
Anfang April 2018 wurde der Verein ProH2O Saar ins Leben gerufen, der den Schutz der saarländischen Oberflächengewässer und des Grund- und Trinkwassers zum Zweck hat. Namhafte Gründungsmitglieder sind der Bürgermeister der Gemeinde Illingen, Armin König, Barbara Meyer-Gluche, damals stellvertretende Landesvorsitzende der Grünen, und Hubert Ulrich, ehemaliger Landesvorsitzender der Grünen und Ex-MdB.
Am 25. April 2018 wurde dem Antrag der Gemeinde Nalbach auf Nichtzulassung des Sonderbetriebsplans für die Grubenflutung auf −400 m NN im Jahr 2013 stattgegeben. Einige Wochen später legten RAG und das Bergamt Saarbrücken Widerspruch gegen diesen Entscheid ein.